# 鄒賢 (弘治進士)
鄒賢（1454年—？），字恢才，號易齋，江西吉安府安福縣人，軍籍，明朝政治人物。

## 生平
四十二歲登弘治八年（1495年）乙卯科江西鄉試第二十四名舉人，弘治九年（1496年）登丙辰科三甲第一百八十五名進士。十二年授南京大理寺左評事，正德二年（1507年）丁憂，五年服闋，升福建汀漳兵備僉事，選兵捕寇，建功甚多。五十七歲時偶病风痹，乞致仕歸。

## 家族
曾祖鄒克修；祖父鄒仕魯；父鄒思傑，母歐陽氏。具慶下。
有子鄒守益。